# Kağnıcı, Gümüşhacıköy
Kağnıcı là một xã thuộc huyện Gümüşhacıköy, tỉnh Amasya, Thổ Nhĩ Kỳ. Dân số thời điểm năm 2010 là 631 người.